# Босна и Херцеговина на Светском првенству у атлетици у дворани 2022.
Босна и Херцеговина је учествовала на 18. Светском првенству у атлетици у дворани 2022. одржаном у Београду од 18. до 20. марта. У њеном деветом учешћу на светским првенствима у дворани до данас, репрезентацију Босне и Херцеговине представљао је 1 атлетичар који се такмичио у бацању кугле.,
На овом првенству такмичар Босне и Херцеговине није освојио ниједну медаљу, али је остварио најбољи резулат у овој години.
У табели успешности према броју и пласману такмичара који су учествовали у финалним такмичењима (првих 8 такмичара) Босна и Херцеговина је са 1 учесником у финалу и освојеним 1 бодом делила 49. место.
| Пл.  | Земља               | 1. место | 2. место | 3. место | 4. место | 5. место | 6. место | 7. место | 8. место | Бр. фин. | Бод. |
| ---- | ------------------- | -------- | -------- | -------- | -------- | -------- | -------- | -------- | -------- | -------- | ---- |
| =49. | Босна и Херцеговина | 0        | 0        | 0        | 0        | 0        | 0        | 0        | 1        | 1        | 1    |

## Учесници
Мушкарци:
- Месуд Пезер — Бацање кугле

## Резултати

### Мушкарци
| Атлетичар   | Дисциплина   | Лични рекорд | Финале   | Финале      | Детаљи |
| Атлетичар   | Дисциплина   | Лични рекорд | Резултат | Место       | Детаљи |
| ----------- | ------------ | ------------ | -------- | ----------- | ------ |
| Месуд Пезер | Бацање кугле | 21,48 о      | 20,94    | 8 / 17 (18) |        |